# Palazzetto de Jole
Le Palazzetto de Jole est le premier noyau du XVe siècle du palais ducal d'Urbino. Il est  commandé en 1445 par Federico da Montefeltro à des architectes florentins dirigés par Maso di Bartolomeo. Le nom dérive de la figure mythologique de Jole, amoureux d'Hercule, qui est sculpté sur la cheminée de la première salle de l'étage noble, œuvre de Michele di Giovanni da Fiesole. Il fait partie, avec l'ensemble du palais ducal, de la Galerie nationale des Marches.

## Histoire
Dès son arrivée au pouvoir en  1444,  Federico a le désir de transformer la ville d'Urbino en une capitale moderne, rationnelle et belle. Il déploie tous ses efforts à cette fin pendant ses presque quarante ans de gouvernement grâce à une fortune considérable acquise comme condottiere. Avant les interventions de Federico, Urbino se présentait comme une ville construite sur deux collines contiguës, de forme allongée et irrégulière entourée d'une muraille. L'axe routier principal coupe la ville le long de sa partie inférieure entre les deux collines, menant d'un côté vers la mer et de l'autre vers les cols des Apennins à Pérouse et au Latium. La résidence ducale était un simple palais sur la colline sud, auquel s'ajoutait un château voisin, au bord de la falaise vers la Porta Valbona.
Le projet le plus ambitieux de Federico da Montefeltro est la construction du palais ducal.
Vers  1445,  il fait tout d'abord se rejoindre les deux anciens bâtiments ducaux, demandant aux architectes florentins (dirigés par Maso di Bartolomeo ) de construire un palais intermédiaire, le Palazzetto de Jole.

## Description

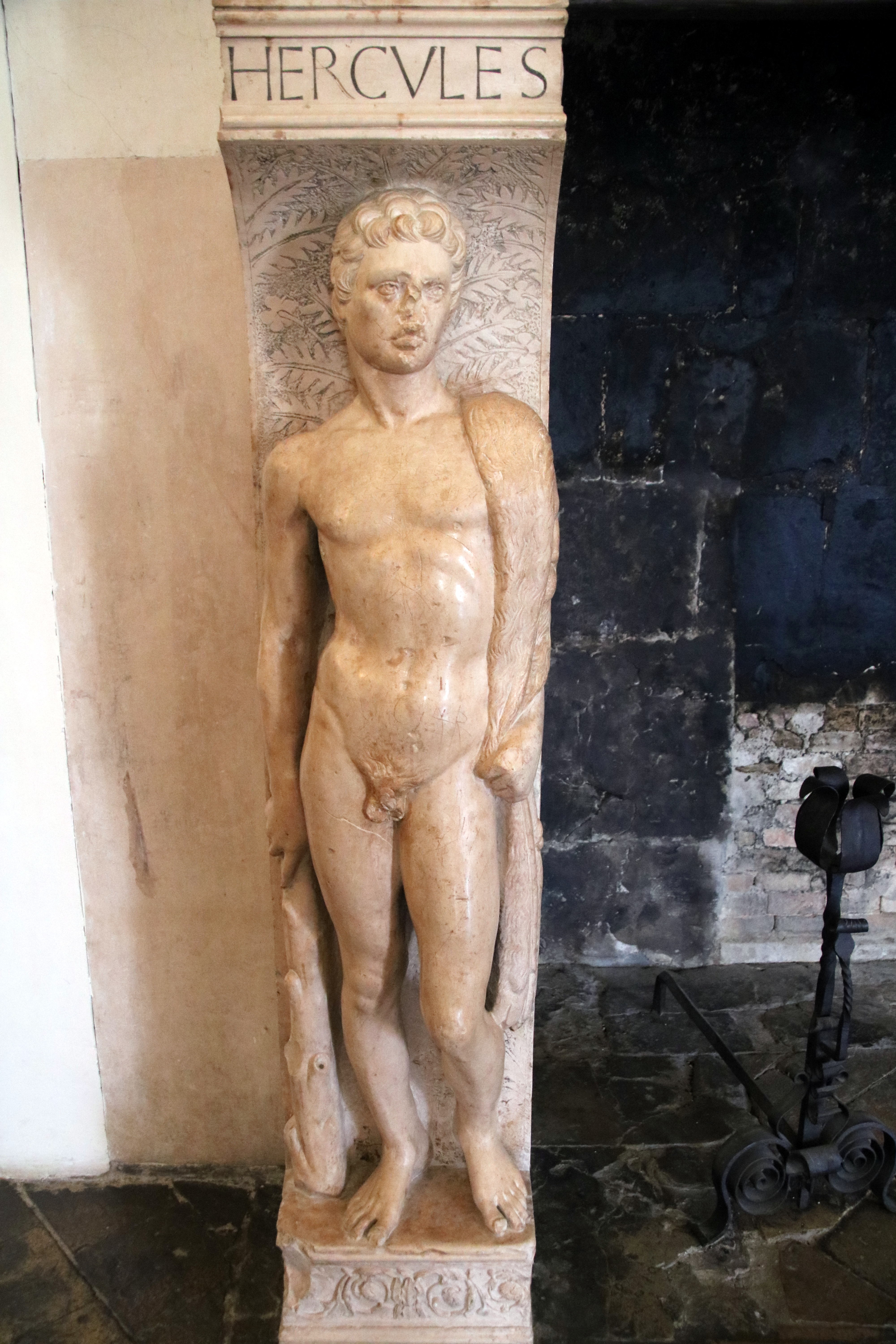
Michele di Giovanni da Fiersole, dit Le Greco, jambage de cheminée (1456-57).

Le Palazzetto de Jole a trois étages, dans un style austère simple et typiquement toscan. Il est incorporé dans le côté situé sur la longueur du bâtiment, en particulier dans la partie donnant sur la Piazza Rinascimento. Les cinq fenêtres à meneaux en marbre sont inspirées du modèle florentin du Palais Medici-Riccardi, avec des pilastres internes soutenant les arcs. Certains ont émis l'hypothèse d'un dessin de Fra Carnevale, étant donné la similitude avec l'encadrement en bois de l'un de ses polyptyques à Cagli ou à Loreto.
L'intérieur est décoré de mobilier aux sobres accents antiques, tout comme les frises et les cheminées célébrant Hercule et les vertus de la guerre, en résonance avec l'activité de chef de mercenaires du duc. Michele di Giovanni da Fiesole dit « Le Greco » se distingue parmi les sculpteurs et tailleurs de pierre impliqués dans ces ouvrages.

## Le musée

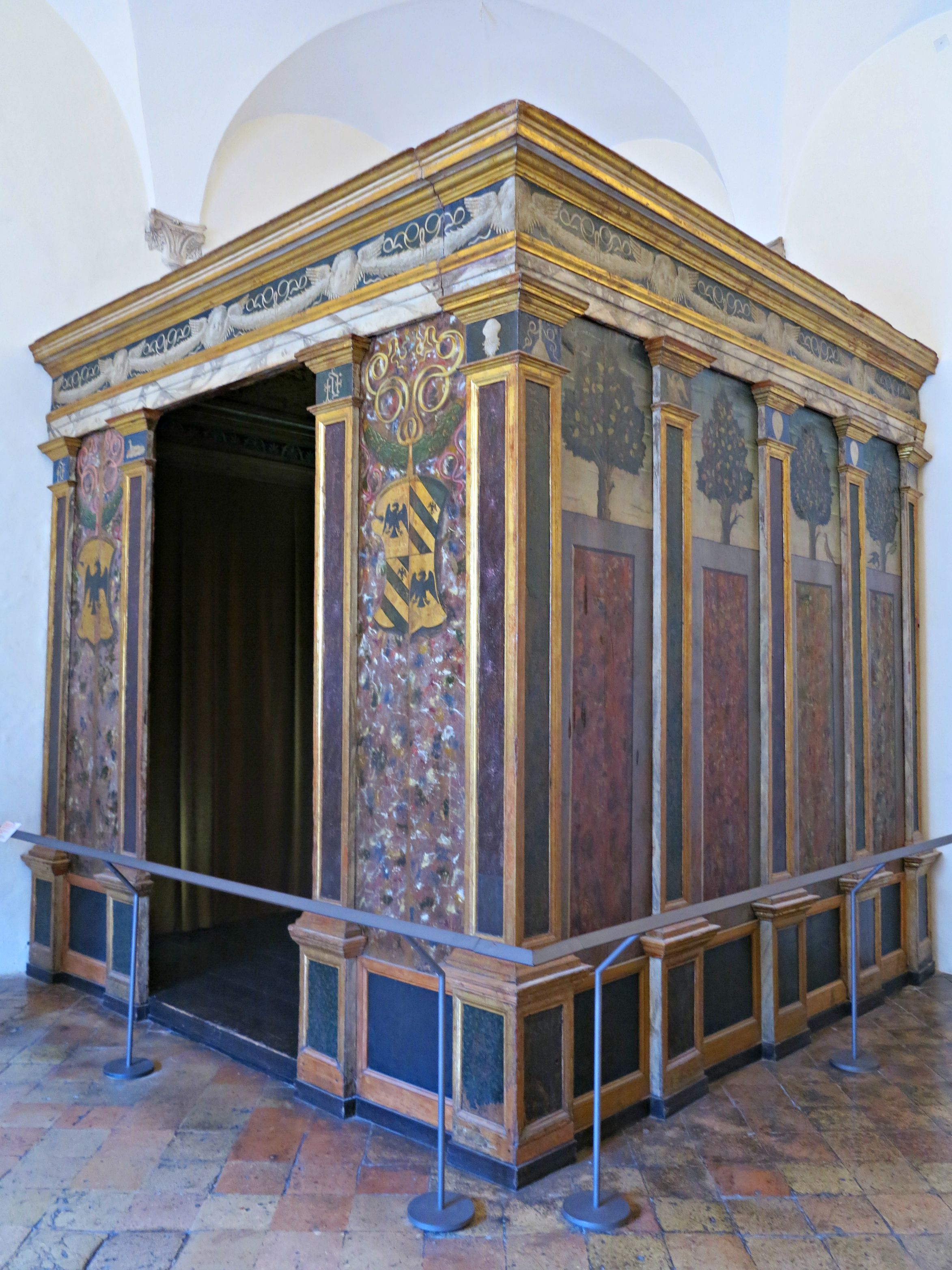
Alcôve de Federico da Montefeltro, attr. à Bartolomeo Corradini detto Frà Carnevale, 1459-1460.

Sept salles au rez-de-chaussée font partie de la Galerie nationale des Marches. L'alcôve de  Federico da Montefeltro (par Giovanni da Camerino), se trouve parmi les œuvres de cette section, rare témoignage de mobilier du XVe siècle, car ce lieu était l'appartement habité par Federico, qui n'était pas encore duc, en attendant la fin de la construction de sa somptueuse résidence de l'autre côté du bâtiment.
Dans ces salles, sont installées des sculptures du début de la Renaissance de Luca della Robbia, Le Greco, Agostino di Duccio, Francesco di Giorgio Martini ; les salles V et VI accueillent des œuvres du début du XVe siècle de la région des Marches ; dans la dernière salle, sont disposées des peintures du XIVe siècle.

## Source de traduction
- (it) Cet article est partiellement ou en totalité issu de l’article de Wikipédia en italien intitulé « Palazzetto della Jole » (voir la liste des auteurs).